# جاي لوفيت
جاي لوفيت (بالإنجليزية: Jay Lovett)‏ هو لاعب كرة قدم بريطاني في مركز الدفاع، ولد في 2 يناير 1978 في برايتون في المملكة المتحدة. لعب مع إبسفليت يونايتد وإيستبورن بوروه ونادي ألدرشوت تاون ونادي برينتفورد ونادي بليموث أرجايل ونادي فارنبوروه ونادي كرولي تاون ونادي ليويس ونادي هورشام ونادي هيرفورد.

## وصلات خارجية
- جاي لوفيت على موقع قاعدة بيانات كرة القدم.إي يو (الإنجليزية)
- جاي لوفيت على موقع Soccerbase.com (لاعب) (الإنجليزية)